# Vologne
A Vologne folyó Franciaország területén, a Mosel bal oldali mellékfolyója.

## Földrajzi adatok
Vosges megyében a Vogézekben ered 1226 méter magasan, és Jarménil-nél, Épinaltól 10 km-re délkeletre szintén Vosges megyében torkollik a Moselba. Hossza 49,6 km, átlagos vízhozama 9,65 m³ másodpercenként. Vízgyűjtő területe 368 km².

## Megyék és városok a folyó mentén
- Vosges : Granges-sur-Vologne, Laval-sur-Vologne, Docelles, Cheniménil és Jarménil.

Több víztározó is épült a folyón.